# Des lendemains qui chantent (film, 2014)
Pour les articles homonymes, voir Des lendemains qui chantent.
Ne doit pas être confondu avec Les Lendemains qui chantent.
Pour plus de détails, voir Fiche technique et Distribution.
Des lendemains qui chantent est une comédie française réalisée par Nicolas Castro et sortie en 2014.

## Synopsis
10 mai 1981, c'est l’élection de François Mitterrand et dans la vie de Léon, jeune journaliste de gauche, c'est aussi le jour de sa rencontre avec Noémie. Son frère Olivier, jeune trotskiste monté à Paris pour entrer en politique lui propose de le rejoindre. Tous deux orphelins de mère, ils apprennent rapidement que les espoirs qu'ils avaient ne vont pas se concrétiser. 
Léon à travers ses expériences et ses rencontres va voir la mutation de ses proches, de la gauche et du Parti socialiste entre les années 80 et 2000, jusqu'à l'élection présidentielle française de 2002.

## Fiche technique
- Titre : Des lendemains qui chantent
- Réalisation : Nicolas Castro
- Scénario : Nicolas Castro
- Musique : Jeanne Cherhal
- Photographie : Pierre Aïm
- Montage : Antoine Vareille et Sylvie Landra
- Production : Antoine Rein, Fabrice Goldstein, Caroline Adrian et Antoine Gandaubert
- Sociétés de production : Karé Productions et Delante Films
  - Sociétés de coproduction : TF1 Films Production, UGC et France 2 Cinéma
- Société de distribution : UGC Distribution
- Pays d'origine :  France
- Genre : comédie
- Durée : 94 minutes
- Dates de sortie :
  - France : 20 août 2014

## Distribution
- Pio Marmaï : Léon Kandel
- Laetitia Casta : Noémie Archambault
- Ramzy Bedia : Sylvain Thalbaut
- Gaspard Proust : Olivier Kandel
- André Dussollier : Raymond Kandel
- Sam Karmann : Rabbi Mendelbaum
- Hédi Tillette de Clermont-Tonnerre : Jacques Fabart
- Louis-Do de Lencquesaing : Jacques Sadoun
- Anne Brochet : Anne-Catherine
- Jean-Michel Lahmi : le rédacteur en chef de Libération
- Bruno Gouery : le rédacteur en chef du Nouvel Obs
- Guillaume Clemencin : Laurent, journaliste à Globe
- Alix Bénézech : « Turlu »
- Daphné Hesnard : « Nibar »
- Julie Chevallier : « Ulla »
- Noémie Merlant : Svetlana
- Aline Stinus : Chantal, la femme de Sylvain
- Farida Rahouadj : la mère de Sylvain
- Alexandre Blazy : créatif pub viré
- Noémie Landreau : créative pub
- Nicolas Carpentier : créatif pub
- Jean-François Cayrey : l'entraîneur de foot
- Gautier About : assesseur 21 avril 2002
- Elise Berthelier : copine 21 avril 2002
- Anne Agbadou-Masson : copine 21 avril 2002
- Estelle Borfiga : copine 21 avril 2002
- Salvatore Caltabiano : copain 21 avril 2002
- Olivier Rosenberg : copain 21 avril 2002
- Juliette Navis : copine 21 avril 2002
- Marlène Veyriras : une coco-girl
- Alexandra Wiilemin : une coco-girl
- Aude Auffret : une coco-girl
- Laure Dremeau : une coco-girl
- Rozenn Djonkovitch : la playmate
- Isabelle Gomez : télé-animatrice du minitel
- Sophie Nicollas : sœur maternité
- Sita-Amber Camara : Indra
- Jean-Yves Freyburger (non crédité) : votant 21 avril 2002
- François Jérosme : Jacques Chirac (voix)

Personnalités (non créditées) apparaissant dans des images d'archive :
- Michèle Alliot-Marie
- Lionel Jospin
- Jack Lang
- Jean-Marie Le Pen
- Bernard-Henri Lévy
- François Mitterrand
- Bernard Tapie
- Jacques Toubon